# نادي الفيصلي السعودي موسم 2019–20
نادي الفيصلي السعودي موسم 2019-20 هو الموسم الحادي عشر على التوالي في دوري المحترفين السعودي وموسمه السادس والستين. سيشارك النادي في دوري المحترفين السعودي وكأس الملك.
يغطي الموسم الفترة من 1 يوليو 2019 إلى 30 يونيو 2020.

## اللاعبون

### معلومات الفريق
آخر تحديث 31 أغسطس 2019.
ملاحظة: تشير الأعلام إلى المنتخب الوطني على النحو المحدد في قواعد الأهلية للفيفا. قد يحمل اللاعبون أكثر من جنسية واحدة غير تابعة للفيفا.
| الرقم | البلد    | المركز | اللاعب                          |
| ----- | -------- | ------ | ------------------------------- |
| 2     | السعودية | مدافع  | عبد الله آل حسن                 |
| 3     | البرازيل | مدافع  | إيغور روسي برانكو               |
| 4     | البرازيل | مدافع  | رافائيل سيلفا                   |
| 5     | السعودية | وسط    | حسين آل قريش                    |
| 7     | كوراساو  | وسط    | رولي بونيفاسيا                  |
| 8     | البرازيل | وسط    | لويس سيلفا                      |
| 9     | البرازيل | مهاجم  | ويليام أوليفيرا                 |
| 10    | السعودية | وسط    | حسين القحطاني                   |
| 11    | السعودية | وسط    | محمد آل ثاني                    |
| 12    | السعودية | مدافع  | خالد الغامدي                    |
| 13    | السعودية | مدافع  | علي معدي                        |
| 14    | السعودية | وسط    | إبراهيم غالب                    |
| 15    | السعودية | مهاجم  | رمزي صولان                      |
| 17    | السعودية | وسط    | أحمد أشرف (مُعار من نادي الهلال) |

| الرقم | البلد            | المركز | اللاعب             |
| ----- | ---------------- | ------ | ------------------ |
| 18    | السعودية         | مدافع  | محمد قاسم          |
| 20    | السعودية         | وسط    | عبد الله القحطاني  |
| 21    | السعودية         | مدافع  | عقيل بلغيث         |
| 22    | السعودية         | وسط    | عبد العزيز الدوسري |
| 23    | السعودية         | مدافع  | عوض خريص           |
| 26    | السعودية         | حارس   | مصطفى ملائكة       |
| 28    | السعودية         | حارس   | أحمد الكسار        |
| 34    | هولندا           | وسط    | يوسف الجبلي        |
| 36    | السعودية         | حارس   | راغد النجار        |
| 55    | السعودية         | وسط    | مشاري الثمالي      |
| 70    | السعودية         | وسط    | أحمد العنزي        |
| 77    | السعودية         | وسط    | خالد كعبي          |
| 87    | السعودية         | مهاجم  | مشعل الصبياني      |
| 88    | ترينيداد وتوباغو | وسط    | كاليم هايلاند      |

### مُعار خارجيًا
ملاحظة: تشير الأعلام إلى المنتخب الوطني على النحو المحدد في قواعد الأهلية للفيفا. قد يحمل اللاعبون أكثر من جنسية واحدة غير تابعة للفيفا.
| الرقم | البلد    | المركز | اللاعب                                            |
| ----- | -------- | ------ | ------------------------------------------------- |
| 5     | السعودية | مدافع  | حسين هوساوي (في نادي التقدم حتى 30 يونيو 2020)    |
| 18    | كولومبيا | مهاجم  | دييغو كالديرون (في نادي الكويت حتى 30 يونيو 2020) |

| الرقم | البلد    | المركز | اللاعب                                        |
| ----- | -------- | ------ | --------------------------------------------- |
|       | السعودية | وسط    | بدر بشير (في نادي القادسية حتى 30 يونيو 2020) |

## الانتقالات والإعارات

### انتقالات إلى النادي
| تاريخ الدخول  | المركز | الرقم | اللاعب             | من نادي             | الرسوم | المراجع |
| ------------- | ------ | ----- | ------------------ | ------------------- | ------ | ------- |
| 10 مايو 2019  | وسط    | 7     | رولي بونيفاسيا     | وسترن سيدني واندررز | مجانًا  | [ 3 ]   |
| 30 مايو 2019  | مدافع  | 4     | رافائيل سيلفا      | بوافيشتا            | مجانًا  | [ 4 ]   |
| 26 يونيو 2019 | وسط    | 14    | إبراهيم غالب       | النصر               | مجانًا  | [ 5 ]   |
| 1 يوليو 2019  | مدافع  | 12    | خالد الغامدي       | النصر               | مجانًا  | [ 6 ]   |
| 1 يوليو 2019  | مهاجم  | 9     | ويليام ألفيس       | ديسبورتيفو دي شافيز | مجانًا  | [ 7 ]   |
| 10 يوليو 2019 | مدافع  | 13    | علي مودي           | ضمك                 | غ/م    | [ 8 ]   |
| 11 يوليو 2019 | وسط    | 77    | خالد كعبي          | الشباب              | مجانًا  | [ 9 ]   |
| 14 يوليو 2019 | وسط    | 55    | مشاري الثمالي      | الشباب              | مجانًا  | [ 10 ]  |
| 1 أغسطس 2019  | مدافع  | 18    | محمد قاسم          | الاتحاد             | مجانًا  | [ 11 ]  |
| 22 أغسطس 2019 | وسط    | 5     | حسين آل قريش       | الصفا               | مجانًا  | [ 12 ]  |
| 23 أغسطس 2019 | وسط    | 22    | عبد العزيز الدوسري | مستقل               | مجانًا  | [ 13 ]  |
| 23 أغسطس 2019 | وسط    | 34    | يوسف الجبلي        | دي غرافشاب          | غ/م    | [ 14 ]  |

### إعارات إلى النادي
| تاريخ البدء   | تاريخ الانتهاء | المركز | الرقم | اللاعب    | من نادي | الرسوم   | مراجع  |
| ------------- | -------------- | ------ | ----- | --------- | ------- | -------- | ------ |
| 23 أغسطس 2019 | انتهاء الموسم  | وسط    | 17    | أحمد أشرف | الهلال  | $215,000 | [ 15 ] |

### انتقالات من النادي
| تاريخ الخروج  | المركز | الرقم | اللاعب                       | إلى نادي       | الرسوم      | المراجع |
| ------------- | ------ | ----- | ---------------------------- | -------------- | ----------- | ------- |
| 30 أبريل 2019 | وسط    | 47    | سلطان مندش                   | الأهلي         | Free        | [ 16 ]  |
| 12 مايو 2019  | مدافع  | 27    | حمدان الشمراني               | الاتحاد        | $3,200,000  | [ 17 ]  |
| 22 مايو 2019  | وسط    | 9     | روجيريو كوتينيو              | الاتفاق        | $1,000,000  | [ 18 ]  |
| 25 يونيو 2019 | مهاجم  | 19    | محمد مجرشي                   | الفتح          | Free        | [ 19 ]  |
| 26 يونيو 2019 | وسط    | 6     | عمر عبد العزيز               | الكوكب         | Free        | [ 20 ]  |
| 27 يونيو 2019 | مدافع  | 2     | يزيد البكر                   | الأهلي         | $2,135,000  | [ 21 ]  |
| 12 يوليو 2019 | مدافع  | 7     | وسام السويد                  | الحزم          | Free        | [ 22 ]  |
| 12 يوليو 2019 | وسط    | 80    | رياض شراحيلي                 | العدالة        | Free        | [ 23 ]  |
| 19 يوليو 2019 | وسط    | 23    | محمد أبو سبعان               | ضمك            | Free        | [ 24 ]  |
| 6 أغسطس 2019  | وسط    | 40    | أحمد باسعيد                  | الخليج         | Free        | [ 25 ]  |
| 5 سبتمبر 2019 | مدافع  | 66    | أنتي بوليتش                  | دينامو بوخارست | Free        | [ 26 ]  |
| 1 يناير 2020  | وسط    | 8     | لويس غوستافو مرليري دا سيلفا | الوحدة         | Undisclosed | [ 27 ]  |

### إعارات من النادي
| تاريخ البدء   | تاريخ الانتهاء | المركز | الرقم | اللاعب            | إلى نادي | الرسوم | المراجع |
| ------------- | -------------- | ------ | ----- | ----------------- | -------- | ------ | ------- |
| 15 يوليو 2019 | انتهاء الموسم  | مدافع  | 5     | حسين هوساوي       | التقدم   |        | [ 28 ]  |
| 16 يوليو 2019 | انتهاء الموسم  | مهاجم  | 18    | دييغو كالديرون    | الكويت   |        | [ 29 ]  |
| 25 يوليو 2019 | انتهاء الموسم  | وسط    | –     | بدر بشير          | القادسية |        | [ 30 ]  |
| 2 يناير 2020  | انتهاء الموسم  | وسط    | 20    | عبد الله القحطاني | أبها     |        | [ 31 ]  |
| 7 يناير 2020  | انتهاء الموسم  | وسط    | 11    | محمد الثاني       | الاتحاد  |        | [ 32 ]  |